# 888

## أحداث
- 13 يناير - مع وفاة تشارلز البدين، يتم تقسيم مملكة الفرنجة مرة أخرى، وهذه المرة بشكل دائم. أودو، كونت باريس يصبح ملك الفرنجة الغربيين.

## مواليد
- أبو هاشم الجبائي عالم وفقيه من المعتزلة.

## وفيات
- كارل البدين
- أبو داود
- محمد بن إسحاق الفاكهي